# Constant Craving
Constant Craving è un singolo della cantautrice canadese k.d. lang, pubblicato nel 1992 come primo estratto dal quinto album in studio Ingénue.
Gli autori del brano sono la stessa k.d. lang e Ben Mink.

## Descrizione
Constant Craving raggiunse l'ottava posizione in Canada nella classifica Top Singles di RPM e la numero 38 nella statunitense Billboard Hot 100. In Gran Bretagna, inizialmente il singolo fu un modesto successo alla sua prima pubblicazione nel 1992, ma dopo il buon riscontro in America, fu ripubblicato nel 1993 e raggiunse la posizione numero 15 nella UK Singles Chart durante quattro settimane di permanenza.
La canzone fu al centro di un curioso caso mediatico qualche anno dopo, quando i Rolling Stones utilizzarono una melodia molto simile a quella del ritornello di Constant Craving per il loro singolo del 1997 Anybody Seen My Baby? Nonostante Mick Jagger e Keith Richards avessero dichiarato di non conoscere il brano della lang e di non averlo mai ascoltato in precedenza, il gruppo decise di aggiungere  tra gli autori di Anybody Seen My Baby? (oltre a Jagger e Richards) anche k.d. lang e Ben Mink (coautore di Constant Craving) per prevenire accuse di plagio.

## Video musicale
Il videoclip fu girato in bianco e nero. In esso viene ricreata una versione romanzata della prima del dramma teatrale Aspettando Godot di Samuel Beckett, svoltasi a Parigi nel 1953. Qui, k.d. lang viene mostrata mentre esegue il brano dietro le quinte mentre gli attori recitano sul palcoscenico. Il regista, Mark Romanek, disse che il testo della canzone relativo a disperazione e attesa ben si adattava all'opera di Beckett. Il video si aggiudicò il premio come Best Female Video agli MTV Video Music Awards del 1993.

## Cover
La canzone è stata reinterpretata da:
- 1994 – Abigail nell'album Feel Good.
- 2004 – Lesbians on Ecstasy con il titolo Kündstant Krøving nell'album Lesbians on Ecstasy.
- Charlotte Martin nell'album Reproductions.
- 2011 – Nell'episodio Le elezioni (I Kissed a Girl) della terza stagione della serie televisiva Glee, cantata da Naya Rivera, Idina Menzel e Chris Colfer.

## Riconoscimenti
- 1993 – Grammy Award a k.d. lang — Best Female Pop Vocal Performance
- 1993 – MTV Video Music Awards — Best Female Video
- 1993 – Grammy Award nomination — Canzone dell'anno
- 1993 – Grammy Award nomination — Successo dell'anno